# 苏佚名
苏佚名（？—？），清朝人，是一名清朝政治人物。
苏佚名曾于1807年接替张京业任上海县知县一职，1809年由郭元昭接任。